# Сперанський Олександр Васильович
Сперанський Олександр Васильович (25 липня 1865, Москва — 26 серпня 1919, Київ) — хімік, професор.

## Біографія
Закінчив Московський університет (учень І. Каблукова). У 1889—1891 працював у Лецпцизі в лабораторії В. Ф. Оствальда. Викладав з 1892 у Московському університеті.
Весною 1901 р. Сперанський повернувся до Москви, влаштувався на роботу позаштатним лаборантом на кафедрі неорганічної хімії Московського університету. В травні 1902 р., здавши магістерські іспити, був затверджений приват-доцентом Московського університету. Вже восени цього ж року він почав вести практичні заняття з курсу фізичної хімії.
В 1904 р. захистив дисертацію на ступінь магістра хімії. За своє дисертаційне дослідження — «Про тверді розчини, утворені двома компонентами» — у 1906 р. був удостоєний престижної премії Російського фізико-хімічного товариства.
Наступним досягненням О. Сперанського стала перемога у конкурсі на заміщення вакантної посади екстраординарного професора хімії в Київському університеті. Крім інших, на посаду також претендували професори Л. Писаржевський та В. Плотніков, що пізніше здобули світове визнання як першовідкривачі та винахідники, засновники наукових організацій.
Переїхавши до Києва, О. Сперанський розпочав роботу в Київському університеті, назавжди ввійшовши в історію цього навчального закладу як засновник кафедри фізичної хімії.
В 1910 р. він представив до захисту свою дисертаційну роботу на здобуття докторського ступеню — «Вивчення пружностей пари насичених розчинів», в якій вивів закономірну залежність між розчинністю, точкою кипіння насиченого розчину та його кріогідратною температурою.
Здобувши докторський ступінь, Спаранський обійняв посаду ординарного професора Київського університету. Він першим в Російській імперії почав викладати аналітичну хімію, що базувалася на основах фізичної хімії. Працюючи зі студентством, створив кілька підручників, які потім багаторазово перевидавалися.
Як вчений, O. Сперанський виконав кілька ґрунтовних наукових досліджень. Так, робота «Електропровідність і температура замерзання водних розчинів деяких фторних сполук» присвячена визначенню електропровідності і температур замерзання водних розчинів фторидів заліза, хрому і алюмінію. В рамках цього дослідження О. Сперанський одним з перших у світі розпочав досліди з вивчення фторидних комплексів у розчині.
В дослідженні «До питання про електропровідність скла» вчений довів, що електропровідність натрійного скла вища за електропровідність калійного, пояснюючи це меншою рухливістю іонів калію.
Пізніше О. Сперанський разом з учнями розробив метод вимірювання тепла розчинення при різних температурах. Не зважаючи на  технічні труднощі передбачалося, що досліди вдасться реалізувати. Але ця робота залишилась незакінченою.
Згодом у Київському університеті, де заснував кафедру фізичної хімії, якою керував у 1905—1910. Професор Київського університету. Брав участь в Комісії для заснування УАН (1918). Член секції прикладної фізики Другого відділення УАН, а також хіміко-технологічної секції Постійної комісії для виучування природних багатств. Саме Олександр Васильович першим подав академіку Вернадському програму розвитку хімічної науки в майбутній УАН.
Для складання законопроекту щодо утворення у Києві Української академії наук, а при ній бібліотеки, музею та інших наукових інститутів, було зібрано Комісію, в який головував В. Вернадський. До складу комісії входили відомі вчені з різних галузей знань. Крім О. Сперанського, там були Д. Багалій, М. Кащенко, Б. Кістяківській, П. Тутковський, А. Кримський, М. Туган-Барановський та інші. На перших своїх засіданнях члени Комісії та фізично-математичної підкомісії розглянули перспективи створення хімічної лабораторії з відділенням прикладної хімії. Обґрунтовуючи необхідність таких закладів в Академії наук, О. Сперанський писав, що розвитку хімії та фізики в державі необхідно приділяти якнайбільше уваги. Оскільки в лабораторіях технічних шкіл та університетів України основна увага приділяється процесу навчання, доцільно було б створити інституцію, головною метою якої стане виключно наукова робота. На думку О. Сперанського, такою інституцією буде хімічна лабораторія Академії наук.
Вчений пропонував створити кілька структурних підрозділів лабораторії: відділ неорганічної та аналітичної хімії з пристроями для електролізу, газового і спектроскопічного аналізу; відділ органічної хімії та відділ фізичної хімії з апаратами для термохімічних, електрохімічних, фотохімічних обмірів, з пристроями для підтримки постійної низької та високої температури. Сама ідея була націлена на створення такої моделі хімічної наукової лабораторії, в якій можна було б легко створити умови, потрібні для наукових досліджень в бажаному напрямку.
Беручи до уваги те, що Академія має піклуватися не тільки про духовний розвиток народу, але й про матеріальні статки, О. Сперанський наполягав на створенні відділу прикладної хімії.
Під час першої світової війни хімічна промисловість в Україні стала однією з пріоритетних галузей. В промислових масштабах виготовлялися сірчана кислота, хлор, аміачна селітра, коксобензольні продукти тощо. Раціонально використати для мирних цілей все, що готувалося для війни, можна лише при певному рівні розвитку хімічної науки, чому прислужилася б солідно поставлена інституція при Академії наук.
Тож у своїй програмі розвитку хімії О. Сперанський наголошував, що саме на відділ прикладної хімії при хімічній лабораторії слід покласти завдання з організації переробки сирих матеріалів, призначених для воєнних цілей, у напівпродукти, які зможуть бути предметом експорту або ж в готові продукти на потребу народного господарства: добрива, фарби, медикаменти тощо.
О. Сперанський багато вкладав у розвиток науки в Україні. Працював в секції прикладної фізики Другого відділу УАН, а також хіміко-технологічної секції Постійної комісії для виучування природних багатств, у 1919 р. його кандидатуру обговорювали як потенційного співробітника фізико-математичного відділу УАН.
Відомостей про особистість сподвижника науки, про його родину, студентів, дуже мало. Його учень, В. Затонський, пізніше академік ВУАН, радянський політичний діяч, працював під керівництвом професора Сперанського над вимірюванням теплоти розчинення при різних температурах. Ліберально налаштований професор бачив у Затонського здібності до наукової роботи, клопотав про його поновлення у Київському університеті, звідки той був виключений за участь у політичних сходках.
Життя О. Сперанського трагічно обірвалося 26 серпня 1919 р..
Зі звітних документів комісії для вироблення законопроекту про заснування Української академії наук, з матеріалів з історії викладання хімії у вищих навчальних закладах Києва, з інших опосередкованих джерел видно, що О. Сперанський брав якнайактивнішу участь у науковому житті України, не залишався байдужим до долі молодих вчених, пліч опліч працював з найвидатнішими науковцями задля становлення науки в нашій державі. Тож відкриття і здобутки професора Сперанського заслуговують на гідну пам'ять і шану.
Основні праці присвячені вивченню фізико-хімічних властивостей і термодинаміки розчинів. Автор оригінальних підручників із загальної та фізичної хімії («Короткий курс хімії», «Курс фізичної хімії») та багатьох наукових статей. Першим в Росії став викладати аналітичну хімію, що базувалася на основах фізичної хімії.

### Твори О. Сперанського
- Предстоящий переворот в способах получения механической энергии / [А. Сперанский]. — Москва: т-во скоропеч. А. А. Левенсон, ценз. 1897. — 6 с.
- Электролиз растворов металлических солей в органических растворителях / [Соч.] А. В. Сперанского и студ. Э. Г. Гольдберга. — Санкт-Петербург: тип. В. Демакова, [1900]. — 8 с.
- О твердых растворах, образуемых двумя компонентами / А. Сперанский. — Москва: т-во скоропеч. А. А. Левенсон, 1904. — [6], II, 153 с. : черт.
- Об упругости паров твердых растворов / [Соч.] А. В. Сперанского. — Санкт-Петербург: тип. В. Демакова, [1905]. — 27 с. : черт.
- Краткий курс химии / [Соч.] А. В. Сперанского, прив.-доц. Моск. ун-та, преп. Моск. инж. уч-ща. — Москва: т-во скоропеч. А. А. Левенсон, 1907. — [1], II, 275 с. : ил.
- Краткий курс химии / [Соч.] А. В. Сперанского, проф. Ун-та св. Владимира и Высш. жен. курсов в Киеве. — 2-е изд., испр. и доп. — Киев: тип. С. В. Кульженко, 1908. — [4], 295 с. : ил. — Підручник зі змінами та доповненнями перевидавався 6 разів.
- Элементарный курс физической химии растворов: введ. в аналит. химию и в биологию, проф. А. Сперанского. — Киев: типо-лит. «Труд» М. В. Ельника, 1914. — [2], 194 с.

### Про О. Сперанського
- Журнали засідань Комісії для вироблення законопроекту про заснування Української академії наук у Києві. 9 липня — 17 вересня 1918 р. // Володимир Іванович Вернадський і Україна. — Київ, 2011. — Т. 1, кн. 1: Володимир Іванович Вернадський. Науково — організаційна діяльність (1918—1921). — С. 198—243.
- Ковтун Г . Академічні витоки хімічної науки // Вісник НАН України . –  2008. — № 2. — С . 40–45. — Відомості доступні також в Інтернеті; режим доступу: http://dspace.nbuv.gov.ua/bitstream/handle/123456789/1930/04%20-%20Kovtun.pdf?sequence=1 [Архівовано 2 лютого 2017 у Wayback Machine.].
- Перша програма розвитку хімії в Український академії наук професора О. В. Сперанського // Ковтун Г. О. Академічна еліта хімії в Україні. — Ніжин, 2006. — С.15–16.
- Сперанський Олександр Васильович // Українська Радянська Енциклопедія: [у 12 т.] / Редкол. Бажан М. П. (голов. ред.) та ін. — 2-ге вид. — Т. 10. — Київ, 1989. — С. 451. УРЕ [Архівовано 9 березня 2014 у Wayback Machine.]
- Speransky Aleksandr // Encyclopedia of Ukraine: [5 v.] / ed. by D. H. Struk. — V. 4. — P. 852.
- Володимир Іванович Вернадський і Україна. Т. 1, кн. 2: Володимир Іванович Вернадський. Вибрані праці — K., 2011. — 584 с.
- З вірою в українську науку: до 150 річчя від дня народження О. Сперанського (1865—1919) // Дати і події, [Архівовано 10 вересня 2016 у Wayback Machine.] 2015, друге півріччя: календар знамен. дат № 1 (5) / Нац. парлам. б-ка України. — Київ, 2014. — С. 21–23.